# Avenue du Bourg-Royal
L'avenue du Bourg-Royal est une artère d'orientation nord-sud située à Québec.

## Situation et accès
L'avenue a une longueur d'environ 6 km. Son tracé est principalement rectiligne. Elle relie le quartier du Bourg-Royal, dans l'est de Charlesbourg, au quartier du Vieux-Moulin, dans le sud-ouest de Beauport. Ses principales intersections sont avec le boulevard Louis-XIV et l'autoroute Félix-Leclerc.

## Origine du nom
L'avenue doit son nom au fait qu'elle conduit au Bourg-Royal, village fondé en 1666 par Jean Talon. 

## Historique
Le 7 février 1688, un contrat entre l'intendant Jean Talon et le colon Pierre Paradis prévoit la construction de la route. Le chemin apparaît sur la carte de Robert de Villeneuve en 1688. Il est représenté comme une ligne parfaitement droite débutant au chemin de la Canardière et se rendant jusqu'au Bourg-Royal.

Elle est alors connue sous le nom de « route de Bourg-Royal » ou bien de « route de la Commune ».
Le 1er avril 1935, sur le territoire de Beauport, la route est nommée « rue de l'Orphelinat » en référence à l'orphelinat D'Youville, aujourd'hui le Centre jeunesse de Québec. Elle devient « avenue de l'Orphelinat » le 19 novembre 1945 puis finalement « avenue Bourg-Royal » le 3 avril 1967.
Son nom actuel est officialisé le 13 décembre 1996 par la Commission de toponymie du Québec.
L'avenue du Bourg-Royal a la particularité d'être à la fois l'une des plus vieilles routes de Québec en plus de traverser les dernières terres agricoles de la ville. Les terres des Sœurs de la Charité de Québec et leurs environs sont la dernière grande enclave agricole.